# 天主教特里凡得琅总教区
天主教特里凡得琅總教區（拉丁語：Archidioecesis Trivandrensis Latinorum），是羅馬天主教會以印度喀拉拉邦首府特里凡得琅為中心的一個總主教區。下轄四個教區。
教區位於喀拉拉邦南部、泰米爾納德邦西南部。2010年有教友244,488名，僅佔轄區總人口的10.9%。由211名司鐸名管理78個堂區。現任教區總主教為索薩‧帕基安。
1937年7月1日建立教區，
2004年6月3日升為總教區。